# Božidar Smiljanić
Božidar Smiljanić (Zagreb, 20. rujna 1936. – Zagreb, 7. travnja 2018.) bio je hrvatski kazališni, televizijski i filmski glumac.

## Filmografija

### Televizijske uloge
- "Larin izbor" kao svećenik (2011. – 2013.)
- "Odmori se, zaslužio si" kao Grga/Pirchmayer (2008.; 2013.)
- "Nikol, povjerljivo" kao knjižničar (2012.)
- "Brak je mrak" (2012.)
- "Najbolje godine" kao Major Vranković "Vrana" (2011.)
- "Instruktor" kao Dragutin Blažek (2010.)
- "Mamutica" (2010.)
- "Dome slatki dome" kao Arčibald Marinković (2010.)
- "Bitange i princeze" kao Djed Mraz (2009.)
- "Zabranjena ljubav" kao doktor Bujas (2005. – 2008.)
- "Ponos Ratkajevih" kao sudac (2007.)
- "Papa mora na dijetu" (1991.)
- "Dirty Dozen: The Series" kao Maitre D' (1988.)
- "Dosije" (1986.)
- "Putovanje u Vučjak" kao Juraj Ratković (1986.)
- "Nepokoreni grad" (1982.)
- "Jelenko" (1981.)
- "Velo misto" (1980.)
- "Bombaški proces" kao Rimaj (1978.)
- "Nikola Tesla" (1977.)
- "Samac" (1976.)
- "Car se zabavlja" (1975.)
- "Kapelski kresovi" kao pukovnik Tugliusi (1974.)
- "Zaista zamršen slučaj" (1973.)
- "Kuda idu divlje svinje" (1971.)
- "A u pozadini more" (1969.)
- "Kratak susret" (1968.)
- "Laura" (1968.)
- "Sonata facile" (1965.)
- "Osuda inženjera Meglara" (1965.)
- "Banket" (1965.)
- "Sasvim malo skretanje" (1965.)
- "Kandidat smrti" (1963.)
- "Skerco za Marula" (1962.)
- "Svašta se može dogoditi jednoga dana" (1961.)
- "Vrtlarov pas" (1961.)
- "Čovjek od važnosti" (1961.)
- "Pustolov pred vratima" (1961.)
- "Nepoznati" (1960.)

### Filmske uloge
- "Osmi povjerenik" kao Bonino Smeraldić (2018.)
- "Ustav Republike Hrvatske" kao Hrvoje Kralj (2016.)
- "Houston, imamo problem" kao Ivan Pavić (2016.)
- "Supercondriaque" kao prodavač kebaba (2014.)
- "Vulkan" kao Osman (2013.)
- "Ljudožder vegetarijanac" kao Profesor Borovina (2012.)
- "Missione di pace" kao padre Sava (2011.)
- "Daša" kao šef (2008.)
- "Ultimate Force" kao direktor (2005.)
- "Lopovi prve klase" kao državni lopov (2005.)
- "100 minuta Slave" kao Salonac Izidor (2004.)
- "Cappuccino zu Dritt" (2003.)
- "Milost mora" (2003.)
- "Potonulo groblje" (2002.)
- "Četverored" kao satnik Petnjarić (1999.)
- "The Peacemaker" kao srpski ministar (1997.)
- "Božićna čarolija" kao pripovjedač (1997.)
- "Gospa" kao Otac Ivan (1995.)
- "The Sands of Time" kao Mr. Šeik (1992.)
- "Papa mora umrijeti" kao kardinal (1991.)
- "Fei ying gai wak" (1991.)
- "Under Cover" kao Fyodor (1991.)
- "The Forgotten" kao Nijemac (1989.)
- "Intrigue" kao TV reporter (1988.)
- "'A' gai wak juk jap" kao High Comissioner (1987.)
- "The Princess Academy" kao ujak Konstantin (1987.)
- "Dirty Dozen: The Deadly Mission" kao Paul Verlaine (1987.)
- "Long xiong hu di' kao Bannon" (1987.)
- "Transylvania 6-5000" kao inspektor Perček (1985.)
- "Horvatov izbor" (1985.)
- "Nadia" kao francuski najavljivač (1984.)
- "Neobični sako" (1984.)
- "Nesretan slučaj" (1981.)
- "Sitne igre" (1981.)
- "Živi bili pa vidjeli" kao Klarić (1979.)
- "Novinar" (1979.)
- "Hotelska soba" (1975.)
- "Bitka na Neretvi" (1969.)
- "Kozara" kao njemački časnik (1962.)
- "Sinji galeb" kao Pero (1953.)

### Sinkronizacija
• "Teletubbiesi" (6. – 7. sezona) kao narator, vokal uvodne špice, megafon #2 (2015. – 2018.)
- "Sammy 2: Morska avantura" kao Pingvin Moris (2012.)
- "Štrumpfovi 1, 2" kao Papa Štrumpf (2011., 2013.)
- "Hop" kao glas u dvorcu Playboy (2011.)
- "Sammy na putu oko svijeta" kao stara kornjača (2010.)
- "Priča o igračkama 3" kao Mazni (2010.)
- "Shrek uvijek i zauvijek" kao Doris (2010.)
- "Ljepotica i zvijer" kao Monsiuer D'Arque (2010.)
- "Speed Racer" kao Ravnatelj Sprintle
- "Priča o mišu zvanom Despero" kao Botticelli (2008.)
- "Pusti vodu da miševi odu" kao Toad (2006.)
- "Pčelin film" kao Pčelarry King i pripovjedač (2007.)
- "Arthur u zemlji Minimoya" kao Kralj (2006.)
- "Shrek 2, 3" kao Doris (2004., 2007.)
- "Garfield" kao Lujo Picajzlić (2004.)
- "Aladin", "Povratak Jafara" kao Jafar (2004.)
- "Sinbad: Legenda o sedam mora" (2003.)
- "Crvenkapica - radio priča" kao Vuk

## Vanjske poveznice
- Božidar Smiljanić u internetskoj bazi filmova IMDb-u (engl.)